# Танкэй
Танкэй (яп. 湛慶, 1173 — 13 июня 1256) — японский скульптор.

## Жизнь и творчество
Танкэй принадлежал к художественной школе Кэй, одной из самых заметных в японском искусстве периода Камакура. Был сыном и учеником известнейшего мастера школы Кэй Ункэя.
Среди наиболее значительных произведений Танкэя:
- Статую Сахастрабгуя-арья-Авалокитешвара в храме Сандзюсангэн-до в Киото
- Статую Угё, одного из гвардейцев Нио на фронтоне храма Тодай-дзи в Нара.